# Chrysonotomyia douglassi
Chrysonotomyia douglassi är en stekelart som först beskrevs av Girault 1913.  Chrysonotomyia douglassi ingår i släktet Chrysonotomyia och familjen finglanssteklar. Inga underarter finns listade i Catalogue of Life.